# Идрисов, Ерлан Абильфаизович
Ерлан Абильфаизович Идрисов (каз. Ерлан Әбілфайызұлы Ыдырысов) (род. 28 апреля 1959, Каркаралинск, Карагандинская область, Казахская ССР, СССР) — казахстанский государственный деятель, дипломат. Министр иностранных дел Республики Казахстан (29 сентября 2012 — 28 декабря 2016).

## Биография
Родился 28 апреля 1959 года в Карагандинской области. Происходит из рода айдарке племени аргын.
В 1976 году поступил на коммерческое отделение факультета международных экономических отношений Московского государственного института международных отношений (МГИМО) МИД СССР, изучал языки урду и английский, окончил МГИМО в 1981 году.
В 1981-1985 годах — референт ВО «Тяжпромэкспорт» (Пакистан).
В 1985-1990 годах — 2-й секретарь, 1-й секретарь-помощник МИД Казахской ССР, заведующий отделом печати и информации Казахской ССР, заведующий отделом государственного протокола МИД Казахской ССР.
В 1991 году — сотрудник посольства СССР в Индии.
В 1992 году окончил Дипломатическую академию Министерства иностранных дел Российской Федерации.
В 1992 году — 1-й секретарь, заведующий отделом МИД Казахстана.
В 1992-1995 годах — 2-й, 1-й секретарь постпредства Казахстана при ООН.
В 1995 году — начальник Управления стран Америки МИД РК.
В 1995-1996 годах — посол по особым поручениям МИД РК.
В 1996-1997 годах — помощник Президента Казахстана по международным вопросам.
В 1997 году — 1-й заместитель министра иностранных дел РК.
В 1997-1998 годах — вице-министр-директор 1-го департамента МИД РК.
В 1998-1999 годах — 1-й вице-министр МИД РК.
С 1999 по 2002 год — министр иностранных дел Республики Казахстан.
С января 2002 года — вновь 1-й вице-министр МИД РК.
С 14 июня 2002 года назначен Чрезвычайным и Полномочным Послом Казахстана в Великобритании.
2 декабря 2002 года назначен Чрезвычайным и Полномочным Послом Казахстана в Швеции, Норвегии и Ирландии по совместительству.
4 июля 2007 года назначен Чрезвычайным и Полномочным Послом Казахстана в США и освобождён от должности Посла в Великобритании, Швеции, Норвегии и Ирландии по совместительству.
11 сентября 2007 года назначен Чрезвычайным и Полномочным Послом Казахстана в Бразилии по совместительству.
28 сентября 2012 года назначен Министром иностранных дел Республики Казахстан (переназначен — с 04.04.2014; переназначен — с 30.04.2015, переназначен — с 13.09.2016).
28 декабря 2016 года освобождён от занимаемой должности в связи с переходом на другую работу и 30 декабря был вновь назначен Чрезвычайным и Полномочным Послом Казахстана в Великобритании.
15 февраля 2017 года указом президента Казахстана назначен Чрезвычайным и Полномочным Послом Республики Казахстан в Соединённом Королевстве Великобритании и Северной Ирландии. С 8 августа 2017 года назначен Чрезвычайным и Полномочным Послом Республики Казахстан в Исландии и Ирландии по совместительству. Освобождён от должности 17 августа 2022 года.

## Награды
- Орден «Парасат» (2008)
- Орден «Курмет» (12 декабря 2002)[11][12]
- Юбилейная медаль «10 лет независимости Республики Казахстан»
- Медаль «Астана»
- Юбилейная медаль «10 лет Конституции Казахстана»
- Юбилейная медаль «10 лет Парламенту Республики Казахстан»
- Юбилейная медаль «10 лет Астане»
- Юбилейная медаль «20 лет независимости Республики Казахстан»
- Орден «Достук» (12 апреля 2024, Кыргызстан) — за большой вклад в социально-экономическое развитие Кыргызской Республики и укрепление сотрудничества между Кыргызской Республикой и Республикой Казахстан[13][14]
- Медаль «За вклад в создание Евразийского экономического союза» 1 степени (8 мая 2015, Высший совет Евразийского экономического союза)[15]
- Грамота Содружества Независимых Государств (17 июля 2017 года) — за активную работу по укреплению и развитию Содружества Независимых Государств[16].